# Borba s palico

Borba  s palico je vrsta borilnih veščin, za katero se za boj uporabljajo preproste, dolge, vitke, tope, ročne oziroma na splošno lesene palice. Za nekatere tehnike se lahko uporablja tudi z dežnike ali meče. Debelejše in/ali težje topo orožje, kot so palice so zunaj področja bojevanja s palico (ker z njimi ni mogoče natančno upravljati, zato je pomembnejša sila udarca), kot tudi bolj oblikovano orožje kot na primer taiaha, ki so jo uporabljali prebivalci Maori z Nove Zelandije in macuahuitl v azteških vojnah.  Čeprav so številni sistemi obrambne bojne tehnike, namenjene uporabi, če so napadeni, medtem ko so lahko oboroženi, so bili drugi, kot so kendo, arnis in gatka, razviti kot varne metode usposabljanja za nevarno orožje. Ne glede na njihovo zgodovino, mnoge tehnike borbe s palicami se lahko obravnavajo kot šport. Poleg sistemov, ki so posebej namenjeni boju s palicami, ga nekatere druge discipline vključujejo, bodisi po svoje, kot v tamilski borilni veščini silambam, bodisi le kot del polivalentnega usposabljanja, vključno z drugim orožjem in/ali golo roko, kot v Keralini tradiciji kalaripayattu, kjer to leseno orožje služi kot predhodno usposabljanje pred prakso nevarnejšega kovinskega orožja.